# Wayne Wang

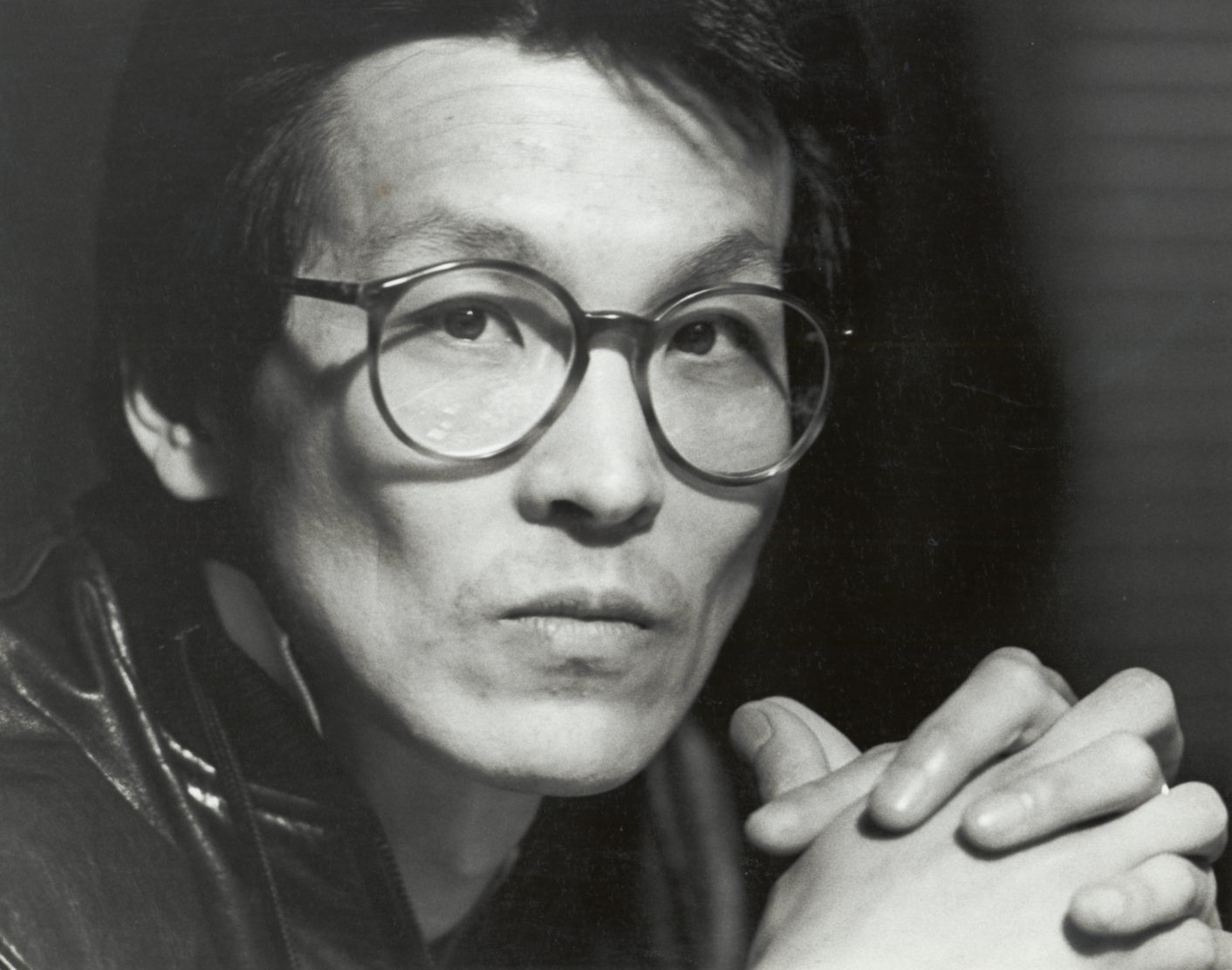
Wayne Wang (1983)

Wayne Wang (chinesisch 王穎 / 王颖, Pinyin Wáng Yǐng, Jyutping Wong4 Wing6, kantonesisch Wong Wing; * 12. Januar 1949 in Hongkong) ist ein US-amerikanischer Regisseur chinesischer Herkunft.

## Leben
Wangs Familie kam ursprünglich vom chinesischen Festland und floh 1947 nach Hongkong, wo Wayne Wang 1949 geboren wurde. Wayne Wang erhielt seinen Vornamen aufgrund der Verehrung seines Vaters für John Wayne. Nach seinem Abschluss an der Wah Yan High School in Hongkong emigrierte er mit 18 Jahren in die USA.
Er studierte Filmwissenschaften am California College of the Arts and Crafts in Oakland. Sein Abschlussfilm A Man, a Woman, and a Killer kam 1975 in die US-Kinos. Anschließend kehrte er nach Hongkong zurück und arbeitete für den Sender R.T.H.K. (Radio Television Hong Kong), wo er die Regieführung bei mehreren Folgen der populären TV-Serie Below the Lion Rock (獅子山下) übernahm, die das Sozialleben und Ansichten der damals meist einfachen Hongkonger Bevölkerung in Kowloon und Situation der Neuimmigranten aus dem Festlandchina in Hongkong widerspiegeln. Mit seiner neuartig ungewohnt experimentierfreudigen Art machte er sich aber beim Publikum und beim Fernsehsender unbeliebt. Seine Aufnahmen mit der Handkamera entsprachen überhaupt nicht den Sehgewohnheiten der Zuschauer. Die Einschaltquoten gingen zurück und Wang wurde entlassen. In der Folgezeit zog er nach San Francisco und betreute asiatische Einwanderer.
1982 drehte er für 27.000 US-Dollar den Film Chan ist verschwunden. Der in schwarzweiß gedrehte Film in 16-mm-Format avancierte auf vielen Festivals zum Kultfilm. Bei den Los Angeles Film Critics Association Awards gewann er den Preis in der Kategorie Independent/Experimental Film and Video Award. 1984 wurde sein hochgelobter Film Dim Sum – Etwas fürs Herz beim Cannes Film Festival gezeigt und erhielt eine Nominierung für den BAFTA Award als bester ausländischer Film.
1987 entstand sein erster kommerzieller Streifen Blondinen sterben früher mit den Hollywoodstars Tom Hulce, Mary Elizabeth Mastrantonio und Virginia Madsen, der für den Kritikerpreis beim Deauville Festival nominiert wurde. 1989 kamen die Filme Eine Tasse Tee für die Liebe, der nach einem Roman von Luis Chu entstanden ist, und die kleine Independentkomödie Life is Cheap in die Kinos. Eine Tasse für die Liebe drehte Wang mit seiner Ehefrau Cora Miao (繆騫人) in der Hauptrolle. 1993 verfilmte er den Bestseller Töchter des Himmels von Amy Tan. Dafür erhielt das Drehbuchautorenteam Amy Tan und Ronald Bass Nominierungen für den BAFTA und von der Writers Guild of America.
1994 drehte Wayne Wang nach einem Originaldrehbuch des Schriftstellers Paul Auster den Film Smoke, der ebenfalls zum Kultfilm avancierte. Wayne Wang und Harvey Keitel gewannen einen Silbernen Bären als Spezialpreis der Jury bei der Berlinale im Jahre 1995 und der Film erhielt eine Nominierung bei der César-Verleihung im Jahre 1996 in der Kategorie Ausländischer Film. Der Erfolg des Films, in dem unter anderem auch William Hurt und Forest Whitaker mitspielten, war so groß, dass Wang und Auster 1995 eine Fortsetzung mit dem Titel Blue in the Face – Alles blauer Dunst mit Jim Jarmusch, Madonna und Michael J. Fox in die Kinos brachten.
In den folgenden Jahren entstanden Filme, wie Chinese Box (1997) mit Gong Li und Jeremy Irons, Überall, nur nicht hier (1999) mit Susan Sarandon und Natalie Portman und Macht der Begierde (2001) mit Peter Sarsgaard und Manhattan Love Story (2002) mit Jennifer Lopez. 2006 kam Noch einmal Ferien mit Queen Latifah in die deutschen Kinos. 2007 wurde Mr. Shi und der Gesang der Zikaden beim Festival Internacional de Cine de Donostia-San Sebastián mit der Goldenen Seemuschel ausgezeichnet.

## Filmografie

### Regie
- 1975: A Man, a Woman, and a Killer
- 1982: Chan ist verschwunden (Chan is Missing)
- 1984: Dim Sum – Etwas fürs Herz (Dim Sum – A Little Bit of Heart)
- 1987: Blondinen sterben früher (Slam Dance)
- 1989: Eine Tasse Tee für die Liebe (Eat a Bowl of Tea)
- 1989: Life is Cheap (Life is Cheap… But Toilet Paper is Expensive)
- 1991: Stranger (Strangers)
- 1993: Töchter des Himmels (The Joy Luck Club)
- 1995: Smoke
- 1995: Blue in the Face – Alles blauer Dunst (Blue in the Face)
- 1997: Chinese Box
- 1999: Überall, nur nicht hier (Anywhere But Here)
- 2001: Macht der Begierde (The Center of the World)
- 2002: Manhattan Love Story (Maid in Manhattan)
- 2005: Winn-Dixie – Mein zotteliger Freund (Because of Winn-Dixie)
- 2006: Noch einmal Ferien (Last Holiday)
- 2007: The Princess of Nebraska
- 2007: Mr. Shi und der Gesang der Zikaden (A Thousand Years of Good Prayers)
- 2009: Chinatown Film Project[4][5]
- 2011: Der Seidenfächer (Snow Flower and the Secret Fan)
- 2014: Soul of a Banquet (Dokumentarfilm)
- 2016: While the Women Are Sleeping
- 2019: Coming Home Again